# Alexis Palisson

a Compétitions nationales et continentales officielles uniquement.

b Matchs officiels uniquement.
Dernière mise à jour le 26 août 2023.
Alexis Palisson, né le 9 septembre 1987 à Montauban, est un joueur de rugby à XV évoluant au poste d'ailier et d'arrière. International français, il joue au CA Brive, au RC Toulon, au Stade toulousain, au Lyon OU, au Stade français puis au Colomiers rugby.
Avec le Rugby club toulonnais, il remporte une Coupe d'Europe en 2013 et un championnat de France en 2014.

## Biographie

### Carrière de joueur de rugby
Après avoir débuté à l'école de rugby du JA Isle, il poursuit en cadet au Limoges rugby avant de rejoindre le CA Brive en junior Crabos lors de la saison 2003-2004. En 2e année de junior Crabos et 2004-2005 puis en espoir saison 2005-2006, il fait deux apparitions en équipe pro. Le jeune Palisson se fait souvent remarquer par ses relances, très rapides et pleines de culot. Également très bon dans le jeu au pied, il bute régulièrement du gauche au CA Brive. 

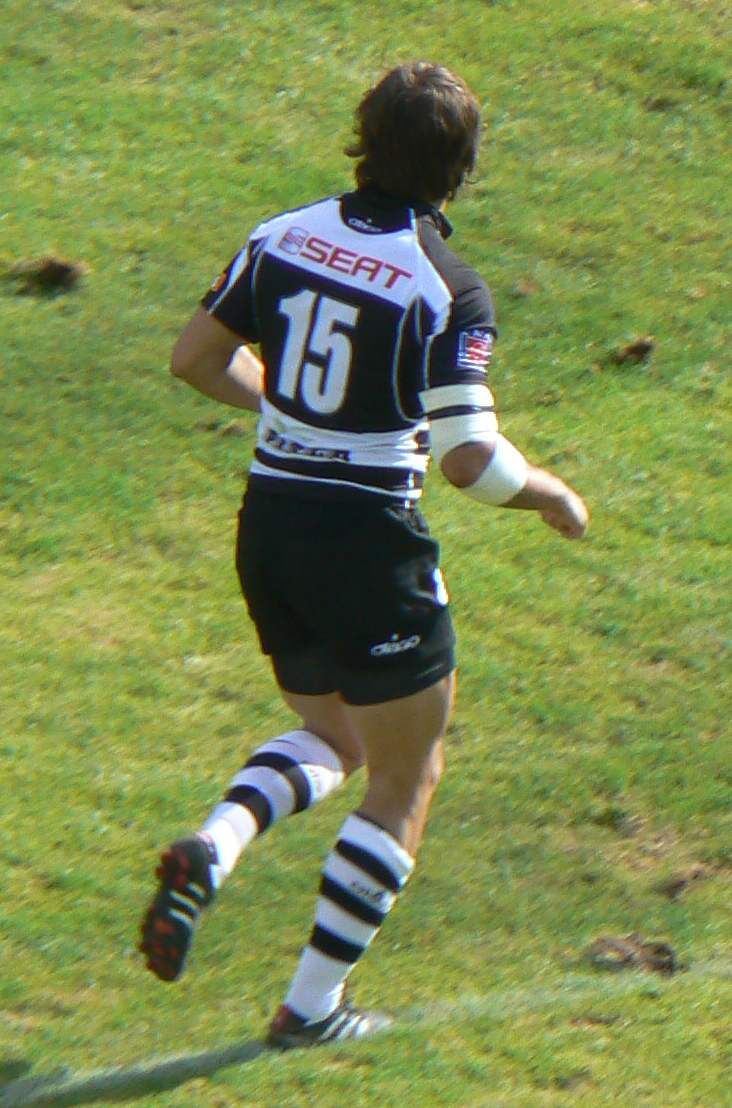
Alexis Palisson avec Brive en 2010.

Repéré lors de la saison 2007-2008, il est appelé en sélection lors de la tournée estivale de 2008 au cours de laquelle il marque un essai contre les Wallabies. 
Brillant en club, il ne retrouvera le maillot bleu que deux ans plus tard. Il réalisa cette année-là le Grand chelem avec l'équipe de France, marquant un essai à Cardiff contre le pays de Galles.

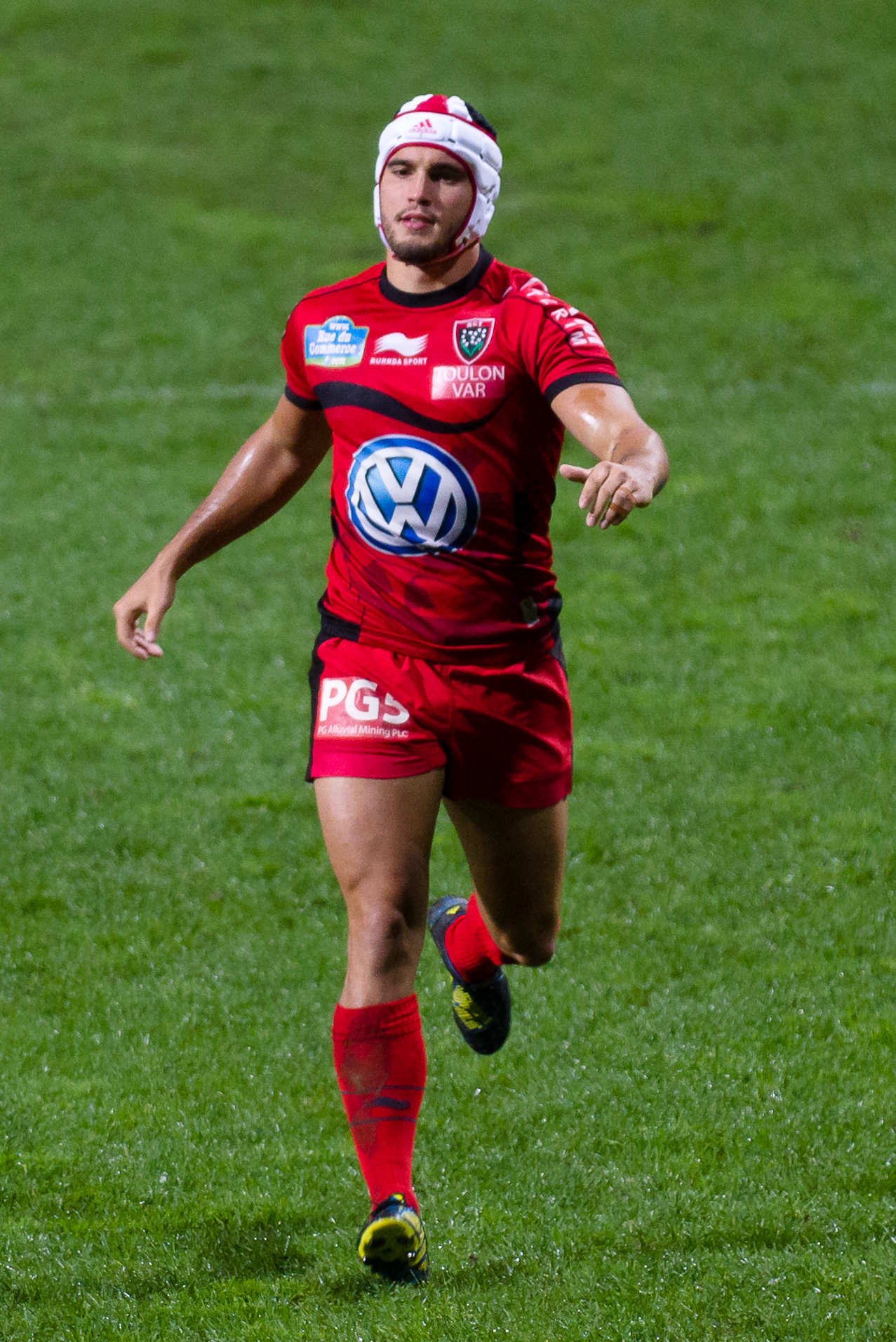
Alexis Palisson avec Toulon en 2012.

Son club formateur de Brive, connaissant des difficultés financières au cours de la saison 2010-2011, doit laisser partir son ailier vedette qui rejoint par la suite le RC Toulon à partir de la saison 2011-2012.
En novembre 2013, il est sélectionné dans l'équipe des Barbarians français pour affronter les Samoa au Stade Marcel-Michelin de Clermont-Ferrand.
En janvier 2014, Palisson rompt son contrat avec le RCT avec qui il ne joue plus beaucoup en raison de la forte concurrence à son poste, tel que Drew Mitchell ou encore Bryan Habana, et quittera le club en fin de saison pour le Stade toulousain.
En novembre 2014, il est de nouveau sélectionné avec les Barbarians français pour affronter la Namibie au Stade Mayol de Toulon.
À Toulouse, il connait aussi une forte concurrence avec Vincent Clerc, Yoann Huget, Timoci Matanavou, Maxime Médard, etc. Mais il n'a pas, au cours de sa première saison à Toulouse, l'opportunité de démontrer l'étendue de ses capacités car au cours du mois de janvier, il se blesse aux ligaments croisés du genou droit et met un terme à sa saison le 4 janvier 2015. Ses apparitions ont toutefois laissé entrevoir le dynamisme dont il était capable et a inscrit deux essais (contre Bayonne et Grenoble) avec le Stade toulousain.
Il rejoue avec le Stade toulousain la saison suivante, au cours du mois de novembre face à Montpellier bien que la concurrence à son poste se soit accrue depuis la saison précédente avec l'arrivée de Semi Kunatani, Paul Perez ou encore l'éclosion d'Arthur Bonneval.
En avril 2017, il dispute le tournoi de Singapour de rugby à sept 2017.
Il quitte le Stade toulousain à l'issue de la saison 2016-2017 et signe le 23 mai 2017 un contrat de deux ans avec le Lyon olympique universitaire rugby.  En novembre 2017, il prolonge son contrat de deux années, et une en option, avec le club.
En février 2020, il rejoint le Stade français en qualité de joker médical pour la fin de saison. La saison est interrompue quelques semaines plus tard à raison de la pandémie de Covid-19 en France. En juillet 2020, il signe avec le Colomiers rugby en Pro D2 et il s'arrête en 2023.

### Famille
La famille d'Alexis Palisson, historiquement liée au rugby, réside aujourd'hui près de Limoges (Limousin). 
Didier Palisson, père d'Alexis a joué à l'US Montauban au poste de 3/4 centre. Il a également été sacré champion de France 1986, avec le Stade toulousain (absent en finale) et formait une brillante ligne d'attaque avec Éric Bonneval et Guy Novès.
Son oncle et parrain, Thierry Palisson, a également porté le maillot rouge et noir du Stade toulousain durant près de dix saisons au poste de 3/4 aile. Il est actuellement[Quand ?] l'analyste vidéo et le statisticien du RC Narbonne.

## Carrière

### En club
- JA Isle (école de rugby)
- Limoges rugby (cadet)
- 2003-2011 : CA Brive (à partir de junior)
- 2011-2014 : RC Toulon
- 2014-2017 : Stade toulousain
- 2017-2020 : Lyon LOU
- 2020 : Stade français
- 2020- : Colomiers rugby

### En équipe nationale

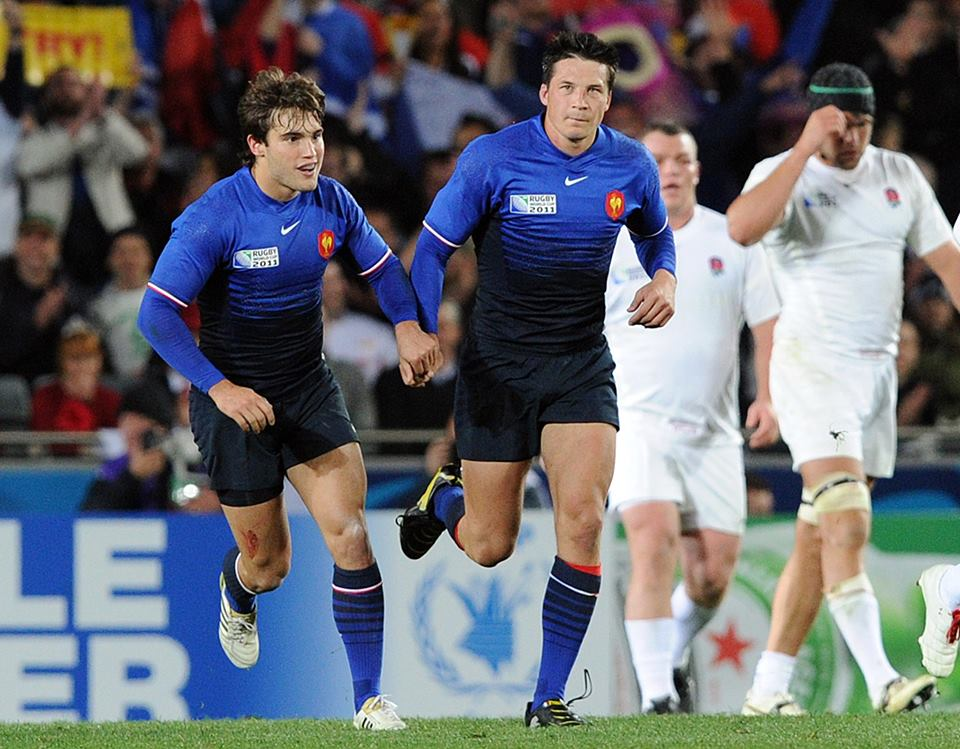
Alexis Palisson avec François Trinh-Duc durant la coupe du monde 2011.

Il a honoré sa première cape internationale en équipe de France le 28 juin 2008 contre l'équipe d'Australie, alors que les internationaux du Stade toulousain, de l'ASM Clermont Auvergne, de l'USAP et du Stade français disputaient les demi-finales du Top 14 2007-08 dans leurs clubs respectifs. Il inscrit un essai au cours de cette première sortie internationale.
Il est sélectionné par le staff de l'équipe de France pour participer à la Coupe du monde 2011 en Nouvelle-Zélande. Il joue toute la compétition au poste d'ailier gauche, et participe à 4 des 7 matches du XV de France, jouant notamment la finale.
Après l'épopée du mondial, Alexis Palisson n'a rejoué qu'à une seule reprise pour la sélection nationale.

## Palmarès

### En club
- Coupe d'Europe :
  - Vainqueur (2) : 2013 avec le RC Toulon
- Challenge européen :
  - Finaliste (1) : 2012 (avec le RC Toulon)
- Top 14 :
  - Vainqueur (1) : 2014 (avec le RC Toulon)
  - Finaliste (2) : 2012, 2013 (avec le RC Toulon)

### En équipe nationale

#### Équipe de France -19 ans
- 2006 : participation au championnat du monde à Dubaï, 4 sélections (Afrique du Sud, Irlande, Australie, Angleterre), 2 essais
- 6 sélections en 2005-2006

#### Équipe de France -18 ans
- 4 sélections en 2005 (Pays de Galles, Écosse, Angleterre et Irlande)

#### Équipe de France senior
- 21 sélections en équipe de France depuis 2008
- 10 points : 2 essais
- Sélections par année : 5 en 2008, 7 en 2010, 8 en 2011, 1 en 2012
- Vainqueur du Tournoi des Six Nations 2010 (Grand Chelem)

En Coupe du monde :
- 2011 : vice-champion du monde

#### Tournoi des Six Nations
| Édition          | Rang | Résultats France | Résultats Palisson | Matchs Palisson |
| ---------------- | ---- | ---------------- | ------------------ | --------------- |
| Six Nations 2010 | 1    | 5 v, 0 n, 0 d    | 4 v, 0 n, 0 d      | 4/5             |
| Six Nations 2011 | 2    | 3 v, 0 n, 2 d    | 1 v, 0 n, 1 d      | 2/5             |
| Six Nations 2012 | 4    | 2 v, 1 n, 2 d    | 0 v, 0 n, 1 d      | 1/5             |

Légende : v = victoire ; n = match nul ; d = défaite ; la ligne est en gras quand il y a Grand Chelem.

#### Coupe du monde
| Édition               | Rang     | Résultats France | Résultats A.Palisson | Matchs A.Palisson |
| Nouvelle-Zélande 2011 | Deuxième | 4 v, 0 n, 3 d    | 2 v, 0 n, 2 d        | 4/7               |

Légende : v = victoire ; n = match nul ; d = défaite.